# إدغار سميث (لاعب كرة قاعدة)
إدغار سميث (بالإنجليزية: Edgar Smith)‏ هو لاعب كرة قاعدة أمريكي، (ولد في نورث هيفن في الولايات المتحدة 1860  م).

## وصلات خارجية
- إدغار سميث على موقعبيزبول رفرنس.كوم (الدوري الرئيسي) (الإنجليزية)